# بریلیم یدید
بریلیم یدید (به انگلیسی: Beryllium iodide) با فرمول شیمیایی بریلیمید یک ترکیب شیمیایی با شناسه پاب‌کم ۸۲۲۳۱ است. که جرم مولی آن 262.821 g/mol می‌باشد. 